# Джон Энистон
Джон Энтони Энистон (англ. John Anthony Aniston; 24 июля 1933, Ханья, Греция — 11 ноября 2022, Лос-Анджелес, Калифорния) — американский актёр мыльных опер. Отец Дженнифер Энистон.

## Биография
Яннис Анастасакис (греч. Γιάννης Αναστασάκης) родился на греческом острове Крит в 1933 году в семье ветерана Первой мировой войны. Когда ему было два года, семья эмигрировала в США, где отец англизировал его имя, и он стал Джоном Энистоном. Семья обосновалась в городе Честер в штате Пенсильвания, где они открыли ресторан.
Энистон получил театральное образование в Университете штата Пенсильвании, после окончания которого служил в ВМС США в качестве офицера разведки в Панаме, а затем — в США, дослужившись до звания капитан 3-го ранга (Lieutenant Commander).
В 1965 году Энистон женился на актрисе Нэнси Доу, которая в 1969 году родила ему дочь Дженнифер, ставшую впоследствии популярной актрисой. В 1980 году пара развелась, а спустя четыре года Энистон во второй раз женился, на Шерри Рунни, ставшей матерью его сына Александра.
Впервые на экранах Энистон стал появляться в начале 1960-х на телевидении, и в дальнейшем его основной работой стали роли в телесериалах. На протяжении многих лет Энистон поддерживал хорошие дружеские отношения с актёром (также греком по происхождению) Телли Саваласом, с которым в 1974 году вместе снялся в телесериале «Коджак». Савалас также стал крёстным отцом его дочери Дженнифер. Наибольшей популярности среди телезрителей Энистон достиг, благодаря роли Виктора Кириакиса в мыльной опере «Дни нашей жизни», в которой снимался с 1985 года.
Скончался 11 ноября 2022 года.